# ザ・ドラえもんズ
ザ・ドラえもんズは、『ドラえもん』の派生作品に登場する猫型ロボットのチーム名、および彼らを主役としたメディアミックス作品。略称は「ドラえもんズ」、「ドラズ」など。

## 概要
ドラえもんと同型のネコ型ロボット達であり、ドラえもんを含めて計7人で構成されていることから、初期には「ドラドラ7（セブン）」とも呼称された。それぞれが世界の国々をモチーフとしている。
ドラえもん以外の6人は、1995年4月発売の3DO専用ゲームソフト『ドラえもん 友情伝説ザ・ドラえもんズ』用のゲーム初登場キャラクターとして作られた。
藤子・F・不二雄が監修としてクレジットされていることがあるが、藤子・Fのアシスタントを当時していた田中道明によると、編集者の当初案でドラえもん以外のメンバーは全員違う形のロボットだったのを、藤子・Fが「全員ドラえもんと同じ形でいいのでは」と提案し、実際のデザインは田中が世界の民族衣装の本を参考に行ったという。
ゲームの発売に先駆け、1995年3月公開の映画『2112年 ドラえもん誕生』にゲスト出演。この作品でドラえもんのロボット養成学校時代からの親友としてわずかながら登場した。
同年4月に前述のゲームソフト『ドラえもん 友情伝説ザ・ドラえもんズ』が発売され本格デビューするが、当時は一部のキャラクター設定や担当声優が異なっていた。翌年公開の映画『ドラミ&ドラえもんズ ロボット学校七不思議!?』よりキャラクター設定が確立すると共に主役格の映画がスタートし、2002年の『ザ☆ドラえもんズ ゴール!ゴール!ゴール!!』まで継続した。当時はメディアミックスも盛んに行われ、TVスペシャルも幾度か放送されたほか、漫画作品も学年誌や『月刊コロコロコミック』などで連載された。
不滅の友情を誓った彼達は、普段は別々の場所・時代に暮らすが、互いのピンチには必ず駆けつけ、協力して事件や強敵に立ち向かう。“幻の古代神殿”で入手した伝説のひみつ道具「親友テレカ」は、彼達の友情の証であり、また最大の武器でもある。「テレカ」は「テレホンカード」ではなく「テレパシーカード」の略である。
一定の人気を保った一方で、旧来のファンからは賛否両論となり、本家のプロデューサーを務めた別紙壮一も『ドラえもんズは藤子の作品ではない』という否定的な見解を示していたという。アニメシリーズの監督を務めた米たにヨシトモは後年の取材で完成作品を酷評されたり原作ファンから理解されなかった事が辛かったと漏らしており、ドラえもんズの上映時間拡大を望むファンの声とは裏腹に年々上映時間が短縮されていくなどプログラム内での扱いが悪くなっていったのは別紙プロデューサーの影響が強かったとしている。
一方、2005年4月以降のリニューアルされたアニメでは、ロボット養成学校時代の同級生は、黄色いドラえもんと同種のネコ型ロボットしか見られず、ドラえもんズの存在については触れられていない。

## メンバー

### ドラえもん（日本）
声優 - 大山のぶ代、横山智佐（黄色いドラえもん）
ドラえもんズという名前の通り、リーダー的位置づけにある。リーダー的位置づけではあるが、他のドラえもんズの能力が個性的すぎるせいで自身が何もない無個性である事に非常に悩んでいる。ただ、寺尾台校長先生曰く、誰よりも強い思いやりの心や優しさ、ここ1番で力を発揮する面を本人が自覚してないだけだと評されており、目に見えない部分ではあるが立派な個性を持っている。その優しさと思いやりの心で悪人をも改心させ、絶交テレカの影響で周りが疑心暗鬼になっている中でもただ一人だけテレカの影響を跳ね返し、友情を取り戻す活躍をした事からドラえもんズの根底を支えているのは彼と言える。危機的状況に陥った時に判断力の高さを見せる事が多く、その事からも他のメンバーからの信頼も厚い為、ドラえもんだからこそ個性派だらけのドラえもんズをまとめられているという描写が漫画版では多々存在している。だが、映画作品では彼が不在である（もしくはいても機能しない、あるいは大して活躍しない）状況が少なくない。ドラパン達と合体した時も右足の部分と地味なポジションであった。ネズミが嫌いになった理由はネズミ型ロボットに耳をかじられたため（2112年 ドラえもん誕生）であるはずだが、スペシャルではロボット学校時代から既にネズミを嫌っている。
- その他
  - 『ロボット学校七不思議』ではドラミの卒業式を見る為にロボット学校を訪れていたが、校長先生と共に掃除機ロボットの襲撃に遭い、後にダディ13号の言い成りにされた。その後、ドラミとドラえもんズの活躍でダディをリフレッシュさせることに成功したが、自身はキッドに殴られて気絶していた。
  - 『ドラパンの挑戦状』では、ドラミのいる部屋からどこでもドアを通じて登場した。
  - 『ムシムシぴょんぴょん大作戦!』では、時期設定がロボット学校在学中の修学旅行時だった為、まだネズミ型ロボットに耳をかじられていない頃の黄色いドラえもんの姿だった。
  - 『おかしなお菓子なオカシナナ?』では、「宇宙一ふんわり焼ける小麦粉」を銀河系のかなたまで探しに行っていたため、メンバーで唯一ニガニガの妨害に遭っていない。
  - 『ドキドキ機関車大爆走!』では、アチモフからエネルギーカプセルを守る役割を担当しているが、終盤で思わぬ行動をし命取りとなる。
  - 『宇宙ランド危機イッパツ!』ではどら焼きの食べすぎで病院に搬送され、自分の招待チケットと親友テレカをドラミに渡した。
  - 登場しない『宇宙ランド危機イッパツ!』と『ゴール!ゴール!ゴール』を除き、クレジットでは必ず最後となっている。

### ドラ・ザ・キッド（アメリカ）
声優 - 横山智佐（1995.3）→塩屋翼（1995.4、友情伝説）→難波圭一（1996.3 - 2001.3）
西部時代のアメリカで保安官の助手をしているガンマン。空気砲の名人。陽気で明るい性格だが、高所恐怖症なのが弱点。関西弁で話す、馬ロボットのエドが相棒。
- 主役映画『ドラミ&ドラえもんズ ロボット学校七不思議!?』、『ザ☆ドラえもんズ ドキドキ機関車大爆走!』
- 体色 - 黄色（昔のドラえもんより若干色が薄い）
- 別名 - Mr.アメリカン・ドリーム西部のガンマン、テキサスのバッファロー
- ヒゲの数 - 6本（3対・長め）※映画をのぞく
- 活躍地 -  アメリカ合衆国 22世紀の開拓惑星ウエスタン
- 性格 - ガサツで短気だが、陽気で明るい頑張り屋
- 一人称 - 基本的に「オレ」もしくは「オレ様」。別のバージョンでは「オイラ」、「わたし」
- 二人称 - 基本的に「お前」や「アンタ」もしくは「てめー」。別のバージョンでは「君」、「貴様」
- 好物 - ケチャップとマスタードをかけたドラ焼き、ハンバーガー、寿司は玉子が好き
- 特技 - 射撃（ドラえもんにショックガンと空気砲のレクチャーをしたこともある）、投げ縄、ケーキカット
- 弱点 - 高所恐怖症で高いところから落ちるのが、特に嫌い。
- 道具 - 常に被っている「四次元ハット」に収納
- 仕事 - 保安官代理（法執行官）。タイムパトロールの隊員でもある
- 夢 - 宇宙飛行士
- 尊敬する人 - チャック・イェーガー（軍人・パイロット）
- その他の特徴
  - 通称キッド。右手は空気砲をはめたまま（左手にはめている場合もある）。映画「ロボット学校七不思議!?」ではドラえもんの妹ドラミを「へちゃむくれ」とからかっており恋仲として扱われいたが、それ以降からは関係が薄い。
  - 四次元ハットには、有害な電気などを防ぐ装置が備わっている。ベストにはグラスファイバー製のロープが縫いこんであり、何度かドラえもん達の危機を救った。
  - 高いところに登ると「高いとこ、こわ〜い!」と言い、その場から動けなくなってしまうため（場合によっては泣きだしながら）、宇宙に行く際にはいつも自らスイッチを切って貨物扱いで行く。作品によっては仲間のために行動しているせいか高いところなのに平気であることがある。射撃では野比のび太と互角の勝負を繰り広げたことがある。
  - 空気砲の持ち手から右利きを窺わせる（ザ・ドラえもんズ スペシャルでは右腕を負傷した際に「利き腕」を明言している）。
  - 田中道明版では、「“余計な荷物を持つくらいなら、おやつを持っていこう”、って言ったのはキッドじゃあないかー!!」とマタドーラに何度か突っ込まれている。
  - ドラえもんズ1番の大食いと呼ばれており、テレビスペシャルのロボット学校の同窓会でジェドーラの作った特大ケーキを跡形もなく食べた犯人だと王ドラとマタドーラに疑いを掛けられた（実際はジェドーラの味見のしすぎだった）。
  - 友情伝説では、スーパー・タヌキの大ファンで、昔ドラえもんに「スーパー・タヌキのようなヒーローになりたい」と言っていた。また、キャサリンと言う彼女がいたが、交通事故で死亡したため、その悲恋が原因でビッグ・ザ・ドラに操られた。

### 王ドラ（中国)
声優 -西原久美子（1995.3 - 1995.4、友情伝説）→林原めぐみ（1996.3 - 2001.3）
中国のとある竹林でカンフーの修行をしている達人。カンフーなら右にでるものはないが、女の子を見ると途端に骨抜きになる。
- 主役映画『ザ☆ドラえもんズ おかしなお菓子なオカシナナ?』
- 体色 - オレンジ色
- 別名 - 中国四千年究極のカンフー、中国の短足ネコ
- ヒゲの数 - 8本（4対・短め）、『友情伝説』のみ6本（3対）
- 活躍地 -  清末期、他にもカンフー修行のために様々な時代を飛び回っている
- 性格 - 真面目で礼儀正しいが、照れ屋な純情家
- 一人称 - 基本的に「わたし」（『ドキドキ機関車」のみ「ぼく」）。別のバージョンでは「わたくし」（アニメでも一度だけ使用している）、「王ドラ」
- 二人称 - 基本的に「アナタ」。別のバージョンでは「お前」や「君」
- 好物 - ラー油と酢と醤油をかけたドラ焼き
- 特技 - カンフー、漢方医学、料理　風水
- 弱点 - あがり癖（特に女性に対し顕著）、5円玉（自分の金額を5円と診断されたことが原因）
- 道具 - 着用している拳法着の「四次元袖」に収納
- 仕事 - 漢方医の助手
- 夢 - 古今東西の医学によって人々を救うこと
- 尊敬する人 - 黄飛鴻（ウオン・フェイフォン 武術家・医師）
- その他の特徴
  - ロボット学校一番の秀才（ただしドラミ入学後は彼女にその座を奪われる）。常に丁寧語でしゃべる（ただし友情伝説では語尾に「アル」をつけたチャイナ口調でしゃべり、敬語ではなかった）。優しい性格なのだが時々意地悪そうな笑みを浮かべながら口撃（言葉の攻撃）を繰り出すことがある。
  - カンフーの蹴り技に不利なため、足が短いのを気にしている。
  - ガールフレンドは看護師ロボットのミミ子（アニメ未登場）。尻尾が長く、色は緑。
  - 真面目さゆえにドラえもんに頑固だと言われることもあるが、意外に柔軟。マタドーラとは喧嘩友達のような関係。
  - 女性に弱く、『おかしなお菓子なオカシナナ?』のハニー姫が視界に入っただけで骨抜き状態になっていた。また、『ドキドキ機関車大暴走!』のロビンに対しては当初普段通りの姿を見せていたが、ロビンが女だと知った途端に骨抜き状態になった。ただし、ドラミに対しては普通に接している。

### ドラリーニョ（ブラジル）
声優 -  鈴木みえ（2000年より一龍斎貞友に改名）（1995.3 - 2001.3）
ブラジルの若きスーパーストライカー。とてつもない俊足の持ち主でサッカーなら誰にも負けないが、能天気で忘れっぽく肝心な時に忘れてしまう欠点がある。
- 主役映画『ザ☆ドラえもんズ 怪盗ドラパン謎の挑戦状!』 『ドラミ&ドラえもんズ 宇宙ランド危機イッパツ!』『ザ☆ドラえもんズ ゴール!ゴール!ゴール!!』
- 別名 - ブラジルの若きスーパーストライカー、ブラジル一の忘れん坊
- 体色 - 黄緑色
- ヒゲの数 - 束ねている
- 活躍地 -  ブラジル（ドラえもんとほぼ同じ時代）
- 性格 - 幼稚で純真。人を疑うことを知らない。
- 一人称 - 「ぼく」（初期の頃は「俺」と言うことが多かった）
- 二人称 - 「君」、「お前」（ドラえもんズで唯一二人称の変更がなく統一している）
- 好物 - タバスコをかけたドラ焼き
- 特技 - サッカー（俊足をはじめとする、全ドラえもんズ中最高の運動能力を誇る）
- 弱点 - 物忘れが激しく騙されやすい
- 道具 - 腹部に装備している「四次元ポケット」に収納、ミニドラ軍団から出してもらうこともある。
- 仕事 - ブラジルのサッカー少年・ノビーニョの練習相手
- 夢 - Dリーグ（ドラリーグ）の人気選手になること
- 尊敬する人 - ペレ（“神”と評されたサッカー選手）
- その他の特徴
  - 著名なプロサッカー選手と親交がある。11人のミニドラ軍団（通称・ミニドラサッカーチーム）を連れており、そのミニドラたちはドラリーニョと同じ色で耳もある。
  - ドラえもんズの中で唯一白目の中に白目がある（黒目部分が点）が、ザ・ドラえもんズスペシャルではその他のメンバーと同じタイプの目であり、性格もやや真面目である。
  - 考えるより先に行動してしまうタイプだが、持ち前のプラス思考とずば抜けた運動神経を生かし逆に突破口を開かせることもある。
  - ミニドラ軍団は『怪盗ドラパン謎の挑戦状!』ではアチモフから親友テレカを奪還したり、『おかしなお菓子なオカシナナ?』ではニガニガとその子分を紐で結びつけ、UFOで吹き飛ばすなど要所で活躍している。
  - ザ・ドラえもんズスペシャルの長編では頭が弱い描写は少ない。
  - 「ドラニーニョ」と誤記されることがある。
  - グループの中で一番単純なため、ちょっとやそっとのことでは怖がらない。しかし漫画版では幽霊に怯え、叫びだしたり、腰を抜かすほど怖がりである。
  - ドラえもんズの中で一番のいたずら小僧である。

### ドラニコフ（ロシア）
声優 - 鈴木みえ（1995.3 - 1995.4、友情伝説）→桜井敏治（1996.3 - 2001.3）
ロシアで一人旅をする謎の人。無口でおとなしい性格だが、満月を見るとオオカミに変身して暴れ出す。さらに辛い物を口にすることで火を吐くことができる。
- 主役映画『ザ☆ドラえもんズ ムシムシぴょんぴょん大作戦!』
- 体色 - 茶色
- 別名 - 氷の大地ロシアさすらいの星、ロシアの殺し屋、謎の人
- ヒゲの数 - 6本（3対）
- 活躍地 -  ロシア・ソビエト連邦社会主義共和国（米ソ冷戦の時代）に在住。仕事の関係でハリウッドにいることも多い
- 性格 - とにかく無口で謎が多いが、心根は優しい。いつもはのんびりしているが、丸いものを見るとオオカミに変身し凶暴化する（誕生直後、ひみつ道具『月光灯』を浴びた影響）
- 一人称 - 「ボク」（通訳）
- 二人称 - 「君」（通訳）
- 好物 - ドラ焼き（丸い形をしているので、変身を避けるため人前では食べない）
- 特技 - コサックダンス、ゲームでは、なぜか巨大化する
- 弱点 - 野生化すると本能を制御できない、寒さに弱い（なのになぜ寒いロシアにいるのかは不明）
- 道具 - 口元に巻いている「四次元マフラー」に収納
- 仕事 - パリウッドの映画俳優（「スーパーウルフマン」シリーズに主演）、ロシアでの人助け。
- 夢 - 不明
- その他の特徴
  - 基本的に「ガオ」「ワオ」など、オオカミの鳴き声のような言葉しか喋れず、アニメスペシャルではプラカードを使って話していた。だが友情伝説では普通に会話しており、漫画版で一回だけ「丸い!?」と喋った時があった。
  - 純真な心の持ち主。オオカミの言葉がわかる。
  - 辛いものを口に含むと火炎放射器になれる（タバスコをかけたどら焼きを食べるシーンがある）。劇場では攻撃の際、唐辛子を丸ごと食し、火炎放射を吹くシーンが見られる。
  - オオカミのような尻尾をもち、耳の先も1人だけ形状が異なる（なぜネコ型ロボットのパーツがオオカミを模しているのかは不明）。
  - ガールフレンドはロボット学校の同級生のモモ。『ムシムシぴょんぴょん大作戦!』で顛末が描かれている。ただし、ザ・ドラえもんズスペシャルでは、歌手のニーナという彼女がいる。

### エル・マタドーラ（スペイン）
声優 - 伊倉一恵（1995.33 - 1995.4、友情伝説）→津久井教生（1996.3）→中尾隆聖（1996.12の年末テレビスペシャル - 2001.3）
スペインの情熱闘牛士。ドラえもんズ一の怪力でヒラリマントの使い手。寝ないとパワーが出ないので肝心な時にすぐシェスタしてしまう。
- 主役映画『ザ☆ドラえもんズ おかしなお菓子なオカシナナ?』
- 体色 - 赤色
- 別名 - スペインは赤き情熱の闘牛士、スペインの怪力男
- ヒゲの数 - 6本（3対・カール状で長め）
- 活躍地 -  スペイン帝国（約300年前）
- 性格 - キザ。プレイボーイであり、美女に目がないが情に厚い熱血漢
- 一人称 - 基本的に「オレ」または「オレ様」だが女の子の前では「わたし」や「ボク」になる
- 二人称 - 基本的に「お前」や「アンタ」だが女の子に対しては「アナタ」や「セニョリータ」。別のバージョンでは「貴様」
- 好物 - お金、闘牛の剣で串刺しにしたドラ焼き（味付けはされていないらしいが、初期の漫画版ではドラ焼きにオリーブオイルを掛けたこともある。“闘牛の剣での串刺し”に拘るのは本人によると「男の美学」）、丸いもの
- 特技 - 「専用のヒラリマント」を用いた闘牛（この件からドラえもんにヒラリマントを教えている）、ドラえもんズ一の怪力
- 弱点 - シエスタ（昼寝）をしないとパワーが出ない。蛇のようなひょろひょろと細長い物や、女装した男も嫌い
- 道具 - 腹部に装備している「四次元ポケット」に収納（ただし、レンタルが多い）
- 仕事 - 表向きはドラセロナという町の闘牛場近くの肉料理店「カルミン」の皿洗い兼出前のアルバイト（ただしよく皿を割り、そのたびに給料からその分を差し引かれているため、秘密道具を買う金にも事欠いている）。実は町のヒーロー「快傑ドラ」の正体。
- 夢 - 宇宙一の闘牛士になること
- その他の特徴
  - 通称マタドーラ（ただしアニメでは基本的にフルネームで呼ばれている）。耳は無く、代わりに牛の角がついており、角を伸ばすことも可能。昼寝好きで頻繁に寝ている。マイペースなためか、生真面目な王ドラとは何かと張り合うライバル同士でもある。牛の言葉がわかり、話が出来る。
  - 主役作『お菓子なオカシナナ』では王ドラに対して「やっと主役がまわってきた」とメタ発言をしたことがある。
  - また同作ではハニー姫を口説いているが「マドモアゼル」や「ベイビー」などフランス語や英語を使っていた。
  - シエスタはパワーを出す為と言うよりは癖であり、ザ・ドラえもんズスペシャルなどの漫画版では周りの状況お構いなしにシエスタをするのが定番のネタとなっている。
  - マタドーラ（matadora）というスペイン語は実際に存在し、女性闘牛士を指し、定冠詞をつけるとラ・マタドーラ（la matadora）である。男性形は定冠詞付でエル・マタドール（el matador）となり、結果的には男性名詞用の定冠詞に女性名詞という名前となっている。

### ドラメッド三世（サウジアラビア）
声優 - 佐藤正治（1996.3 - 2001.3）
アラビア砂漠の魔術師。魔法道具を操ることができ、怒ると巨大化する。水が大の苦手。砂漠にウォーターランドを作るのが夢。
- 主役映画 『ザ☆ドラえもんズ 怪盗ドラパン謎の挑戦状!』
- 体色 - ピンク（服は緑）
- 別名 - 古代アラビア砂漠伝説の魔術師、砂漠の魔法ネコ
- ヒゲの数 - 束ねている
- 活躍地 -  サウジアラビア
- 性格 - 温厚でのんびり屋だが、本気で怒ると「ワガハイ怒ったのであ〜る!!」と魔人のように巨大化して暴れ回る
- 一人称 - 基本的に「ワガハイ」だが稀に「わし」ということがある。別のバージョンでは「ボク」、「わたし」
- 二人称 - 基本的に「お主」もしくは「そなた」。別のバージョンでは「君」（アニメでも一度だけ使用している）、「お前」
- 好物 - こんがり焼いたドラ焼き。ザ・ドラえもんズスペシャルや友情伝説のアイキャッチではフリーズドライにしていた
- 特技 - 魔法、タロット占い、動物を操ること
- 弱点 - 水、くすぐり
- 道具 - 「四次元ランプ」に収納、もしくは呪文を唱えて空中から出現させる（一応ポケットも持っている様子で、アニメでは実際に使用している。また田中道明版では、転んだ拍子にターバンの頭頂部からひみつ道具がこぼれ出る描写が存在する[5]が、このターバンが「四次元ターバン」だとは公式には明言されていない）
- 仕事 - 大富豪の子息アラシンのお世話
- 夢 - 砂漠に住む子供たちのために「ウォーターランド」をつくること
- その他の特徴
  - 通称ドラメッド。語尾に「〜であ〜る」「〜ぞよ」（田中版では「〜でゴザル」が多い）をつけて話すのが口癖。
  - 極度の水恐怖症で、カナヅチに加えて身体が濡れることすら嫌う。巨大化している時に水を受けると元の身長に戻ってしまうが、友の声を聞いて水の中で巨大化したこともあり、この時は水の障害を撥ね退けた。友のピンチにもそのキライな水に自ら飛び込む度胸の持ち主で仲間想い。また、水に濡れる危機に瀕すると超人的なパワーを発揮することがあり、映画『ドキドキ機関車大爆走!』では機関車を抱えて、苦手な水の上を走り渡ったこともある（本人はこの時のことは記憶にないらしい）。
  - いつも緑と黄色い縞模様と羽根飾りを付けたターバンを被っている。ターバンの下を秘密にしている。自分の仕えるアラシンの時代にはロボットなど存在しないため、自分は「ランプの精」、ひみつ道具は「魔法」という建前になっている。なぜIII世なのかは不明。実は尻尾がない。
  - また、テラリンという中世イギリスの魔法使いの弟子になり、彼からもらったタロットカードを大事にしている。カードを使用する際の呪文は「ドラメーディア・タロトーリア・ウラナイーノ」。
  - 乗り物は魔法のじゅうたんを使い、呪文は「マハラージャ」（重量制限が決まっている）。
  - 映画『ゴール!ゴール!ゴール!!』では、ゴールキーパーを担当。顔面にボールが当たった時に巨大化した。また、苦手な水に流されながらも他の仲間とシンクロをするなど多少だが改善されている。

## 関連キャラクター

### ドラえもんズの関係者
ドラミ
声優 - よこざわけい子
第1作目『ロボット学校七不思議!?』及び第6作目『宇宙ランド危機イッパツ!』の主人公。ドラえもんの妹であり『ロボット学校七不思議!?』ではドラ・ザ・キッドに「へちゃむくれ」とからかわれており恋仲とされていたが、それ以降からは関係が薄い。作中ではドラえもん不在時に、当人に代わり親友テレカを使用したことがある。詳細についてはドラミを参照のこと。
ミニドラ
声優 - 佐久間レイ
小さいドラえもん。「ドラドラ〜」言葉で話す。ドラえもんやドラリーニョが使用する。
ミニドラを参照。
ノラミャー子
声優 - 皆口裕子、野中藍（2007年）
ドラえもんのガールフレンド。連載初期に藤子・F・不二雄によって書かれたドラえもんの出自伝に早くも登場していたが、後に藤子F公認の新設定を採り上げた映画『2112年 ドラえもん誕生』で、容姿も含め大幅に設定が変更されて再登場した。ネコ型のダンシングロボットで、完成直後のトラブルで焼却炉に落ちそうになったドラえもんを助ける。在学中からドラえもんを気にかけていた。また、ドラえもんにドラ焼きを教えたのも彼女である。耳を失ったドラえもんを見て大笑いしたため顎を外し、自分も病院通いとなったことを恥じてドラえもんに謝罪し、仲直りしてよりを戻したようであるが、その後他作品にはあまり登場していない。『ドラミ&ドラえもんズ ロボット学校七不思議!?』ではドラミの卒業式に出席し、一瞬だけ登場した。『ムシムシぴょんぴょん大作戦！』では、修学旅行でポケットからドラえもんにどら焼きを大量に取り出されたり、ロボット学校には無事に到着する、エンディングでドラえもんと談笑するなどの描写などがあったものの、声の出演は一切無かった。腹部のポケットは過去や未来の（と言っても過去のものしか出していないが）ものを取り出せるタイムポケットになっている。
テレビアニメ第2作第2期では変更前のデザインで登場した（それでも多少デザインが変更されていた）。
寺尾台校長
声優 - 永井一郎、高戸靖広（2007年）
ロボット養成学校の校長。ネコ型ロボットの発明者で、のび太の時代に生きる小学生・寺尾台ヒロシの4代目の子孫。鋭い観察眼の持ち主で、ドラえもんの個性を認めて特別クラスに編入させた。ドラえもんズの個性や性格を知り尽くしたうえで行動することが多く、彼らの友情に免じて特別に卒業試験を合格させた寛大な人物でもあるが、急に冗談を言ってからかったり、うっかりドラえもんを溶鉱炉に落としかけたりといった一面もある（このドジな辺りは先祖譲り）。漫画版では五つ子であることが描かれている。2002年に放送された『ドラミの兄妹ゲンカ』でテレビアニメ本編に登場したことがある。また、『ドラえもん』原作出身でないキャラクターとしては、唯一テレビアニメ第2作第2期に登場していたキャラクターだった。

エド
声優 - 二又一成（1995.3 - 2001.3）
ドラ・ザ・キッドの相棒の白馬型ロボット。飛行も可能。好物はニンジン。関西弁でしゃべる。「あんさん、馬使い（「人使い」と同意語）荒いわ!!」が口癖。キッドのことは「あんさん」と呼んでいる。
ミミ子 （アニメ未登場）
看護師ロボット。王ドラの彼女。普段は優しいが、王ドラが他の女の子にデレデレすると怒る。
ドラナルド・ダ・ビンチ （アニメ未登場）
寺尾台校長から依頼されドラえもんズのお守りとなったネコ型ロボット。語尾に「〜だび」をつけて話す。持っている筆で描いたものが実体化する能力を持つ。
名前の由来はレオナルド・ダ・ビンチ。
コロコロコミックで行われた募集企画「ドラえもんズJr.アイディアコンテスト」の最優秀賞3作品の中から採用されたキャラ（残る2人はドラムズ、マーメイドラ）。

### TVスペシャルのキャラクター
チャオチャオ
声優 - 佐久間レイ
TVスペシャル版『ミステリーX'マス大作戦!』に登場。王ドラが一目惚れした相手である（漫画版におけるミミ子に当たるキャラクター）。王ドラにあんまんをあげたり、笑顔を見せたりと心優しい一面がある。王ドラはあんまんのお礼に竹で作ったツルをプレゼントしようとするが、井戸の水汲みを終えた彼女はそのことに気づかないままにどこかへ行ってしまい、結果的にプレゼントはする事はなかった。

### 映画のキャラクター
ドラパン
声優 - 神谷明
- 第2作目『ザ☆ドラえもんズ 怪盗ドラパン謎の挑戦状!』に登場
- 色 - 紫色
- 別名 - 怪盗ドラパン
- ヒゲの数 - 2本（カール・長め）
- 活躍地 -  フランス
- 性格 - 紳士的。弱者に親切。
- 一人称 - 「わたし」（漫画では、「オレ」の場合もある）
- 二人称 - 「君」、「お前」、「アナタ」
- 好物 - カマンベールチーズ入りドラ焼き。あんこ入りどら焼きは食べられないらしく、「ぺっぺっ」と吐き出す描写がある。
- 特技 - 変装。ヒゲで分身を作ることもできる。
- 弱点 - 暗所恐怖症。犬も苦手。
- 道具 - キンキンステッキ・（かぶっているシルクハット）・ひらりマント。
- 仕事 - 天下の大怪盗（指名手配中）。ただし、ひもじくてパンを盗んでしまった子供を助けたり、法律で取り締まれない悪徳商法に騙された人々のお金を取り返したりと、あくまで貧しい人の味方の義賊。
- 夢 - 不明。
- その他の特徴
  - 物質変換装置を先端に付けた「キンキンステッキ」を持っている（ミミミから譲り受けた）。
  - 頭に被っているシルクハットには、身に着けた者に対する電磁波を防ぐ働きがある。
  - 身にまとったマント（一部文献ではヒラリマントであると書かれている）で羽虫のように飛行可能。
  - 親友・ミミミをドクターアチモフに人質に取られ、「逆らえばミミミを殺す」と脅迫されたため、やむなくドラえもんズと戦う。しかし劇中でドラメッドやドラリーニョの友情の力をみせられ、最後はドラえもんズと和解し、協力し合いアチモフを倒す。この際、ドラえもんズ全員が電磁波を防いで道具を使うために『合体ドラえもんズ』の頭部に配置され道具を電磁波から守った。
  - ドラメッドから友情の証としてもらったタロットカード（絵柄は映画では仮面を付け剣を持ったネコ型ロボット、漫画版では天使の翼を生やしたネコ型ロボット）を持っている。
  - 『ムシムシぴょんぴょん大作戦!』にワンシーンだけ登場していたが、同映画時点ではドラえもんがまだ黄色い姿かつドラえもんズと出会う前である。
  - ドラメッドに追いかけられている時、「チョベリバ」と言ったことがある。

ミミミ
声優 - 佐久間レイ
第2作目『怪盗ドラパン謎の挑戦状!』に登場。ドラパンの親友。追われて重傷を負ったドラパンを介抱してあげたのが運命の出会い。以後、ドラパンと行動を共にするようになる。しかし、『怪盗ドラパン謎の挑戦状!』ではアチモフに人質として捕まってしまう。ドラパンを慕っているのか、ドラリーニョにドラパンが義賊であることを訴えた。しかしドラパンがドラリーニョを騙し「キンキン・ステッキ」でブロンズ像にしてしまった際にはドラパンには厳しい批判を浴びせるが、すべては自分のためだとわかっていた。その後はドラパンとドラえもんズの活躍により助けられる。ロボット犬を飼っている（名前は「リープ」）。
モモ
声優 - 川上とも子
第3作目『ムシムシぴょんぴょん大作戦!』に登場。ドラえもんズと同じロボット学校に通う女子高生ロボット。初めは友人と一緒にドラニコフを馬鹿にしていたが、タガメロボに絡まれたところをドラニコフに助けられて以来、ドラニコフのガールフレンドとなった。
ジェドーラ
声優 - 山寺宏一
- 第4作目『ザ☆ドラえもんズ おかしなお菓子なオカシナナ?』に登場
- 色 - 橙色（その上からその色よりも濃い橙色のチェック線の模様が入っている）
- 別名 - お菓子職人
- ヒゲの数 - 2本（グニャグニャ・長め）
- 活躍地 -  イタリア
- 性格 - 親切。少々落ち着きがない
- 一人称 - 「ジェドーラ」、「ボク」
- 二人称 - 「君」
- 好物 - 生クリーム入りドラ焼き。
- 特技 - 料理。
- 弱点 - 辛い物が苦手。また、困ってどうしようもなくなると「シュッポ・シュッポ・ダンス」（頭から汽車のように煙を出し、そこら中を「困った、困った」と連呼しながらグルグルと駆けめぐる。腕、目、舌なども激しく転動する）をする癖がある。
- 道具 - 不明。
- 仕事 - パティシエ。
- 夢 - 菓子を作る楽しみ、みんなで一緒に協力する楽しみ、そして楽しく菓子を食べてもらえる楽しみを伝えること。
- その他の特徴
  - 視聴者の公募により作成されたキャラクター。
  - 誕生日は5月17日で、ドラえもん、ドラミの他に誕生日が分かっている数少ないネコ型ロボット。
  - 昔はドラえもんズやドラミと同じロボット学校の生徒で、ドラえもんズとは同級生であった。
  - ネコ型ロボットの中で唯一メガネをかけており（後にドラベースにてグリえもんも眼鏡をかけてる）、実際に視力は悪い。
  - 「困った」が口癖で、いつも舌をだして困ったような目をしたおとぼけ顔をしているが、情熱は誰にも負けない。
  - オカシナナ王国ではドラえもんズと協力しての楽しいお菓子作りで、笑顔を忘れてしまったハニー姫に楽しかった日々を思い出させてあげた。
  - いつも左手に愛用のスプーン（TV版では巨大なフォーク）を持っている。
  - 漫画版にてロボット学校在籍時に恋愛を経験していることが描かれているが、結果は失恋に終わっている。
  - 漫画版では語尾に「〜（なん）だな」とつけることがあるが、アニメ版では普通に話す。
  - ドラリーニョほどではないが物忘れが激しい部分もあり、「巨大ケーキ紛失事件」では自分が作った巨大ケーキの味見のしすぎでケーキがなくなった時は王ドラとマタドーラに疑われるまで思い出せなかった。

ハニー姫
声優 - 丹下桜
第4作目『おかしなお菓子なオカシナナ?』に登場。オカシナナ王国のお姫様。サト国王（声優 - 富田耕生）とシュガ王妃（声優 - 一城みゆ希）の娘。両親が夫婦喧嘩を繰り返していた原因で笑わなくなったが、ドラえもんズたちの作った「宇宙一の生クリームドラ焼き」で笑顔を取り戻した。
ロビン
声優 - 白鳥由里
第5作目『ドキドキ機関車大爆走!』に登場。祖父の後を継いで機関車車掌を務める少女。普段は髪の毛を帽子に隠し、オーバーオールを着ているため、男の子に間違われやすい。アチモフの陰謀で電気が止められたとき、ひとつだけ残ったエネルギーカプセルを運ぶ任務を負う。相手の足を思い切り踏みつけるのが得意で、キッドは愚かアチモフですら痛がるほど。当初は愛用の機関車（通称・ロコ）をキッドに侮辱されたため突っかかっていたが、カプセル（実はアチモフに奪われたのはダミーで、彼女のペンダントが本物だった）と引き換えに助けてもらってからは和解している。最終的にはキッドにキスし、キッドを照れさせた。エンディングではワンピース姿も披露している。
ピノ
声優 - 南央美
第6作目『宇宙ランド危機イッパツ!』に登場。宇宙ランド（スペースランド）の平和と安全を守る見習い警備隊員の犬型ロボット。臆病でよく部屋の隅に隠れて怯えている。腰の棍棒が武器。自分のミスで侵入させた宇宙ウイルスに立ち向かう。

### 悪役キャラクター
ダディ13号
声 - 納谷悟朗
第1作目『ロボット学校七不思議!?』の悪役。ドラえもんズがロボット学校に在学していた当時、学校の機能をコントロールしていたタコのような姿の巨大コンピューター。ドラミがロボット学校に在学中はマミィ14号（声 - 池田昌子）と言うイカのような姿のコンピューターに変わっていて、リフレッシュルームで休息中となった。だが、気象衛星の事故で発生した雷の影響で再起動し、掃除機ロボットを始めとする旧式ロボット達と共に暴走してしまうが、ドラえもんズの親友テレカのパワーで正常に戻る。事件解決後は復活したマミィ14号と相思相愛な関係になり、共に行動するようになった。
Dr.アチモフ
声優 - 銀河万丈
第2作目『怪盗ドラパン謎の挑戦状!』・第5作目『ドキドキ機関車大爆走!』・第7作目『ゴール!ゴール!ゴール!!』の3作品に登場する、世界征服を目論む悪の科学者。だが、悪党にしてはやや間の抜けた所が多い。片目は義眼。語尾に「～ッショ」をつけるのが口癖。『怪盗ドラパン謎の挑戦状!』でドラえもんズに倒されて以来、2度もドラえもんズに闘いを挑んでくるが、結局は全敗している。
悪役の中でも特に登場回数が多い。
タガメロボ
声優 - 緑川光、岩永哲哉、不明
第3作目『ムシムシぴょんぴょん大作戦!』の悪役。「〜じゃん」が口癖。モモたちをナンパし、強引に迫る。ドラニコフとヤゴロボットを人質にしたが、キッド・マタドーラ・王ドラ・ドラリーニョの総攻撃で星となって飛ばされた。
ニガニガ
声優 - 岩田光央
第4作目『おかしなお菓子なオカシナナ?』の悪役で、ジェドーラのライバル。顔は青いヤマアラシのような外見。語尾に「〜ニガ」をつけて話す。子分は3体のコゲロボ（声優 - 長嶝高士、千葉一伸、稲田徹）。オカシナナ王国のオカシナナまつりで21エモンを始めとする参加者達に対して様々なイカサマをして彼らを失格にさせる悪事を行い、自ら優勝を狙っていた。しかしドラえもんズのお菓子に敗北し、最後はミニドラサッカーチームに自慢のUFOごと吹き飛ばされて王国から追放され、川に落ちていった。

## 登場する映画作品
- 2112年 ドラえもん誕生（1995年）
- ドラミ&ドラえもんズ ロボット学校七不思議!?（1996年）
- ザ☆ドラえもんズ 怪盗ドラパン謎の挑戦状!（1997年）
- ザ☆ドラえもんズ ムシムシぴょんぴょん大作戦!（1998年）
- ザ☆ドラえもんズ おかしなお菓子なオカシナナ?（1999年）
- ザ☆ドラえもんズ ドキドキ機関車大爆走!（2000年）
- ドラミ&ドラえもんズ 宇宙ランド危機イッパツ!（2001年）※声の出演による最後の作品
- ザ☆ドラえもんズ ゴール!ゴール!ゴール!!（2002年）※声の出演なし

これらはすべてセル画で製作されている。

## 漫画作品
- 「ザ・ドラえもんズ」（田中道明）全6巻
- 「ザ・ドラえもんズ スペシャル」（作・宮崎まさる、画・三谷幸広）全12巻
- 「ザ・ドラえもんズ スペシャル ロボット養成学校編」（三谷幸広）全3巻
- 「最新ドラえもんひみつ百科」（三谷幸広）全2巻 ※ドラ・ザ・キッドと王ドラが案内役を務める。

## ゲーム
- 「ドラえもん 友情伝説ザ・ドラえもんズ」（1995年発売、3DO）